# Hejnums distrikt
Hejnums distrikt är ett distrikt i Gotlands kommun och Gotlands län. 
Distriktet ligger på centrala delen av Gotland.

## Tidigare administrativ tillhörighet
Distriktet inrättades 2016 och utgörs av socknen Hejnum.
Området motsvarar den omfattning Hejnums församling hade vid årsskiftet 1999/2000.